# Abbasi Hotel

Panoramablick auf das Hotel

Das Abbasi Hotel oder Hotel Abbāsī, (ursprünglich Mādarschāh Kārwānsarā, Karawanserei der Königsmutter) ist ein zentral gelegener Hotelkomplex in der iranischen Stadt Isfahan.

## Geschichte
Unter Sultan Hosein im 17. Jahrhundert erbaut und seiner Mutter gewidmet, war der Baukomplex ursprünglich als Madreseh, Bazar und Karawanserei konzipiert. 
Bereits damals flankierte der Bau einen acht mal acht Meter großen, quadratisch angelegten Garten.
1957 wurde die Karawanserei auf Anraten des damaligen Direktors des Iranian Archeological Service (IAS), André Godard, restauriert und in ein Hotel umfunktioniert, wobei die Grundstrukturen der Anlage beibehalten wurden. Durch den symmetrisch angelegten Garten führt ein für persische Gärten typisches Becken.
1965 waren die Rekonstruktionsarbeiten der Anlage abgeschlossen, wobei die Originalfassaden der Karawanserei erhalten und die Karawansereiräume in kunstvoll dekorierte Hotelräume umgebaut worden waren. 1971 wurde die Hotelanlage um ein Areal von 11.500 m² erweitert.

## Galerie

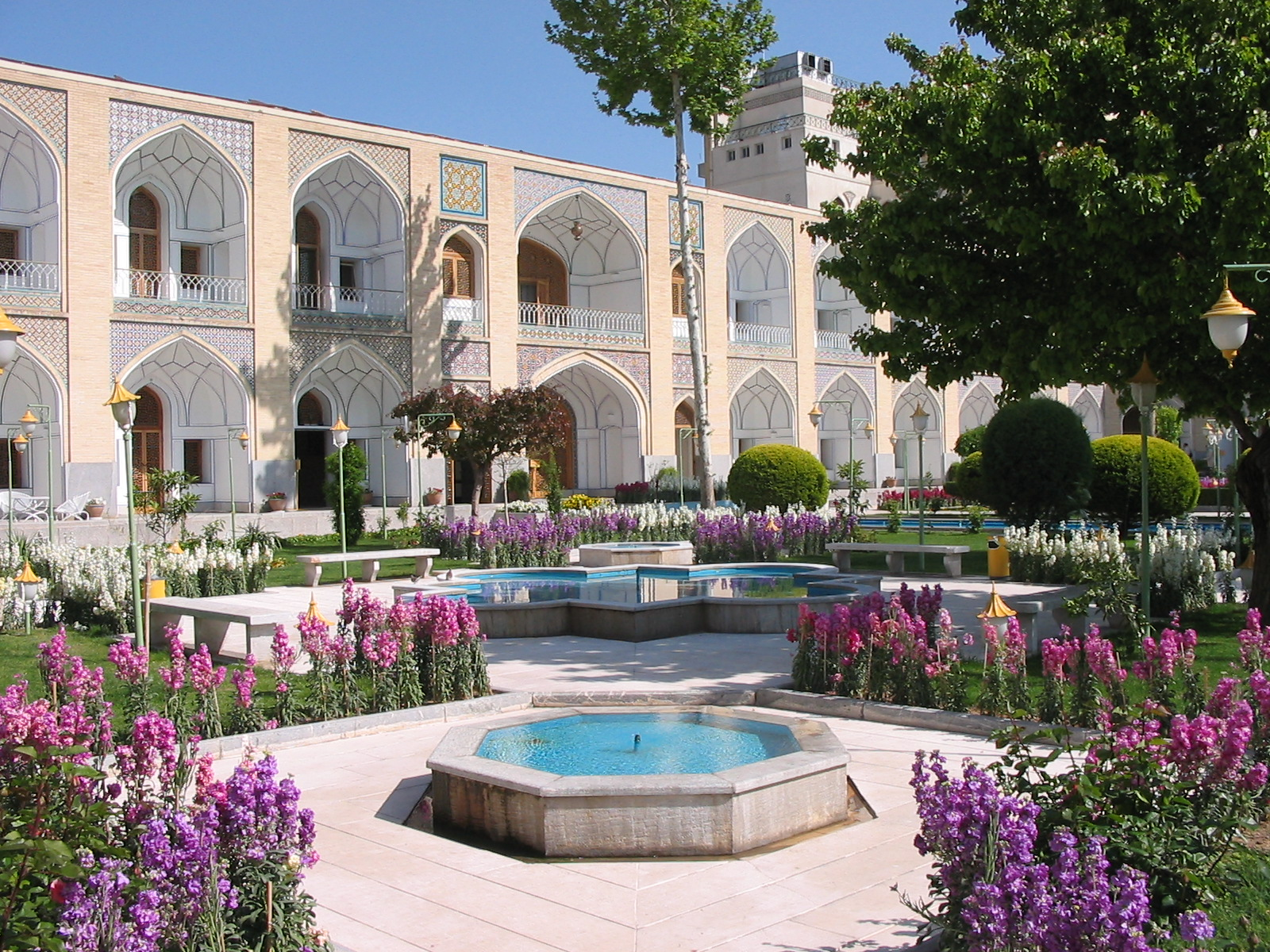
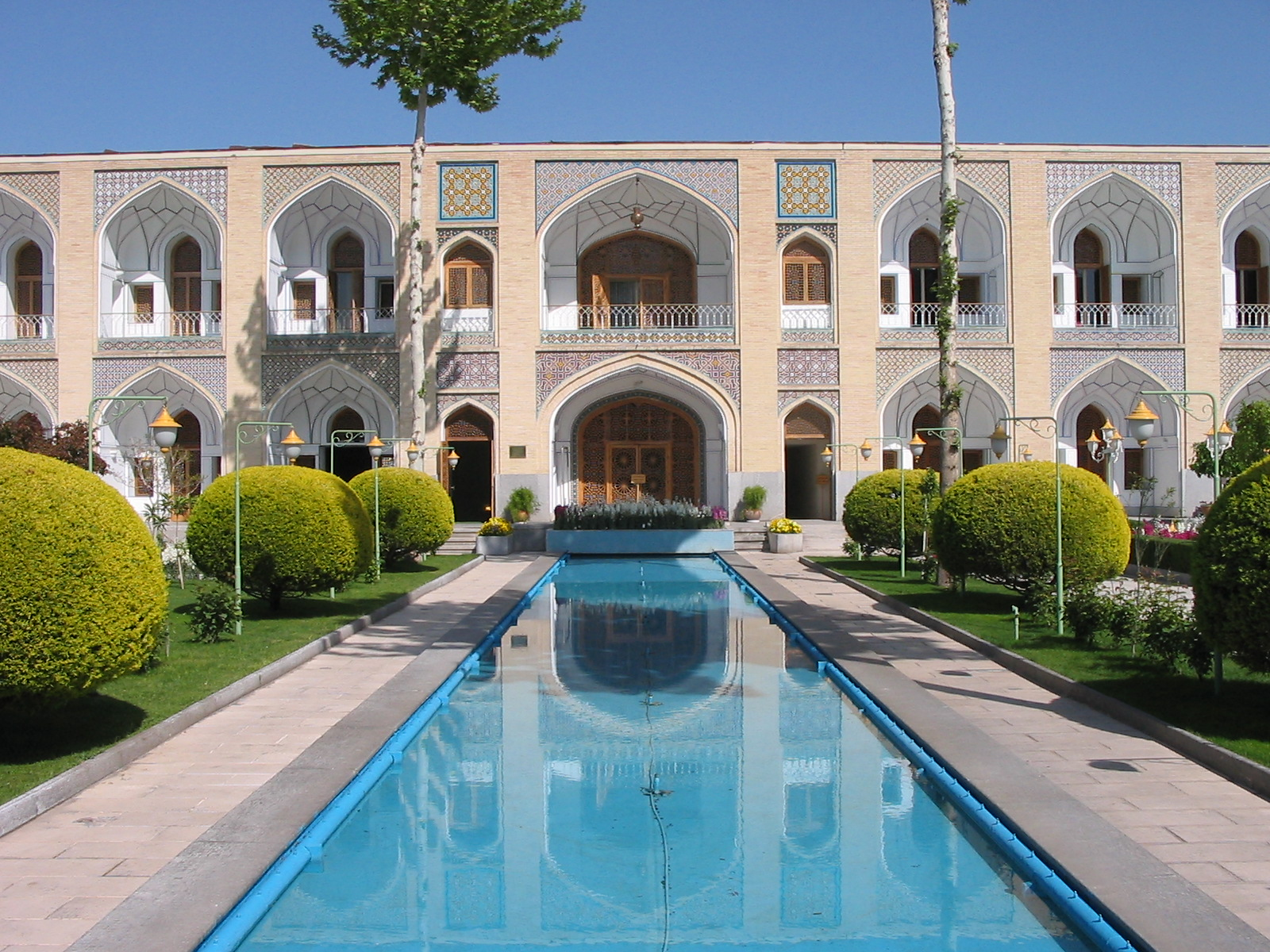